# Panamerikanische Spiele 2023/Squash
Bei den Panamerikanischen Spielen 2023 in der  chilenischen Hauptstadt Santiago de Chile fanden vom 31. Oktober bis 5. November 2023 im Squash sieben Wettbewerbe statt. Austragungsort war das Centro de Entrenamiento del Tenis y Deportes de Raqueta.

## Wettbewerbe und Zeitplan
Insgesamt sieben Wettbewerbe wurden im Rahmen der Spiele im Squashsport ausgetragen. Dazu zählten die jeweiligen Einzel- und Doppelkonkurrenzen sowie je ein Mannschaftswettbewerb der Damen und Herren und ein Mixed-Doppel. Die Einzelwettbewerbe fanden vom 31. Oktober bis 1. November statt, die Doppelwettbewerbe am 2. und 3. November und die Mannschaftswettbewerbe vom 3. bis 5. November.
| 1R | Erste Runde | ¼ | Viertelfinale | ½ | Halbfinale | F | Finale |

| Datum → Wettbewerb ↓ | Di. 31. | Di. 31. | Mi. 1. | Mi. 1. | Do. 2. | Do. 2. | Fr. 3. | Fr. 3. | Sa. 4. | Sa. 4. | So. 5. | So. 5. |
| -------------------- | ------- | ------- | ------ | ------ | ------ | ------ | ------ | ------ | ------ | ------ | ------ | ------ |
| Herreneinzel         | 1R      | ¼       | ½      | F      |        |        |        |        |        |        |        |        |
| Herrendoppel         |         |         |        |        | ¼      | ½      | F      | F      |        |        |        |        |
| Herrenmannschaft     |         |         |        |        |        |        | ¼      | ¼      | ½      | ½      | F      | F      |
| Dameneinzel          | 1R      | ¼       | ½      | F      |        |        |        |        |        |        |        |        |
| Damendoppel          |         |         |        |        | ¼      | ½      | F      | F      |        |        |        |        |
| Damenmannschaft      |         |         |        |        |        |        | ¼      | ¼      | ½      | ½      | F      | F      |
| Mixed                |         |         |        |        | ¼      | ½      | F      | F      |        |        |        |        |

## Bilanz

### Medaillenspiegel
| Platz  | Land                       | Gold | Silber | Bronze | Gesamt |
| ------ | -------------------------- | ---- | ------ | ------ | ------ |
| 1      | Vereinigte Staaten         | 3    | 2      | 1      | 6      |
| 2      | Kolumbien                  | 3    | 1      | 2      | 6      |
| 3      | Peru                       | 1    | —      | 2      | 3      |
| 4      | Kanada                     | —    | 2      | 2      | 4      |
| 5      | Mexiko                     | —    | 1      | 2      | 3      |
| 6      | Argentinien                | —    | 1      | —      | 1      |
| 7      | Barbados                   | —    | —      | 2      | 2      |
| 7      | Unabhängiges Athleten-Team | —    | —      | 2      | 2      |
| 9      | Chile                      | —    | —      | 1      | 1      |
| Gesamt | Gesamt                     | 7    | 7      | 14     | 24     |

### Medaillengewinner
| Disziplin        | Gold                                                        | Silber                                                       | Bronze                                               | Bronze                                              |
| ---------------- | ----------------------------------------------------------- | ------------------------------------------------------------ | ---------------------------------------------------- | --------------------------------------------------- |
| Herreneinzel     | Diego Elías                                                 | Miguel Ángel Rodríguez                                       | Leonel Cárdenas                                      | César Salazar                                       |
| Herrendoppel     | Juan Vargas Ronald Palomino                                 | Leonel Cárdenas César Salazar                                | Diego Elías Alonso Escudero                          | Alejandro Enríquez Josué Enríquez                   |
| Dameneinzel      | Olivia Fiechter                                             | Amanda Sobhy                                                 | Hollie Naughton                                      | Marina Stefanoni                                    |
| Damendoppel      | Lucía Bautista Laura Tovar                                  | Amanda Sobhy Olivia Fiechter                                 | Meagan Best Margot Prow                              | Anita Pinto Giselle Delgado                         |
| Mixed            | Olivia Clyne Timothy Brownell                               | Nicole Bunyan George Crowne                                  | Catalina Peláez Miguel Ángel Rodríguez               | Tabita Gaitán Luis Quisquinay                       |
| Herrenmannschaft | KolumbienMiguel Ángel Rodríguez Juan Vargas Ronald Palomino | ArgentinienLeandro Romiglio Jeremías Azaña Robertino Pezzota | KanadaDavid Baillargeon George Crowne Graeme Schnell | PeruDiego Elías Alonso Escudero Rafael Gálvez       |
| Damenmannschaft  | Vereinigte StaatenAmanda Sobhy Olivia Fiechter Olivia Clyne | KanadaHollie Naughton Nicole Bunyan Nikki Todd               | BarbadosMeagan Best Margot Prow Amanda Haywood       | KolumbienLaura Tovar Lucía Bautista Catalina Peláez |

## Einzel

### Herren
| Platz | Land               | Spieler                |
| ----- | ------------------ | ---------------------- |
| 1     | Peru               | Diego Elías            |
| 2     | Kolumbien          | Miguel Ángel Rodríguez |
| 3     | Mexiko             | Leonel Cárdenas        |
| 3     | Mexiko             | César Salazar          |
| 5     | Kanada             | David Baillargeon      |
| 5     | Vereinigte Staaten | Timothy Brownell       |
| 5     | Argentinien        | Leandro Romiglio       |
| 5     | Kolumbien          | Juan Vargas            |

### Damen
| Platz | Land               | Spielerin        |
| ----- | ------------------ | ---------------- |
| 1     | Vereinigte Staaten | Olivia Fiechter  |
| 2     | Vereinigte Staaten | Amanda Sobhy     |
| 3     | Kanada             | Hollie Naughton  |
| 3     | Vereinigte Staaten | Marina Stefanoni |
| 5     | Barbados           | Meagan Best      |
| 5     | Kanada             | Nicole Bunyan    |
| 5     | Mexiko             | Sarahi López     |
| 5     | Ecuador            | María Moya       |

## Doppel

### Herren
| Platz | Land                       | Spieler                            |
| ----- | -------------------------- | ---------------------------------- |
| 1     | Kolumbien                  | Juan Vargas Ronald Palomino        |
| 2     | Mexiko                     | Leonel Cárdenas César Salazar      |
| 3     | Peru                       | Diego Elías Alonso Escudero        |
| 3     | Unabhängiges Athleten-Team | Alejandro Enríquez Josué Enríquez  |
| 5     | Kanada                     | David Baillargeon Graeme Schnell   |
| 5     | Chile                      | José Gallegos Matías Lacroix       |
| 5     | Vereinigte Staaten         | Shahjahan Khan Todd Harrity        |
| 5     | Argentinien                | Leandro Romiglio Robertino Pezzota |

### Damen
| Platz | Land                       | Spielerinnen                   |
| ----- | -------------------------- | ------------------------------ |
| 1     | Kolumbien                  | Lucía Bautista Laura Tovar     |
| 2     | Vereinigte Staaten         | Amanda Sobhy Olivia Fiechter   |
| 3     | Barbados                   | Meagan Best Margot Prow        |
| 3     | Chile                      | Anita Pinto Giselle Delgado    |
| 5     | Unabhängiges Athleten-Team | Winifer Bonilla Daryl Sandoval |
| 5     | Ecuador                    | Cari Buenaño María Moya        |
| 5     | Mexiko                     | Diana García Sahari López      |
| 5     | Kanada                     | Hollie Naughton Nikki Todd     |

### Mixed
| Platz | Land                       | Spieler                                |
| ----- | -------------------------- | -------------------------------------- |
| 1     | Vereinigte Staaten         | Olivia Clyne Timothy Brownell          |
| 2     | Kanada                     | Nicole Bunyan George Crowne            |
| 3     | Kolumbien                  | Catalina Peláez Miguel Ángel Rodríguez |
| 3     | Unabhängiges Athleten-Team | Tabita Gaitán Luis Quisquinay          |
| 5     | Mexiko                     | Diana García Arturo Salazar            |
| 5     | Chile                      | Antonia Sepúlveda Agustín Pinto        |

## Mannschaft

### Herren
| Platz | Land                       | Spieler                                            |
| ----- | -------------------------- | -------------------------------------------------- |
| 1     | Kolumbien                  | Miguel Ángel Rodríguez Juan Vargas Ronald Palomino |
| 2     | Argentinien                | Leandro Romiglio Jeremías Azaña Robertino Pezzota  |
| 3     | Kanada                     | David Baillargeon George Crowne Graeme Schnell     |
| 3     | Peru                       | Diego Elías Alonso Escudero Rafael Gálvez          |
| 5     | Vereinigte Staaten         | Timothy Brownell Shahjahan Khan Todd Harrity       |
| 6     | Mexiko                     | Leonel Cárdenas César Salazar Arturo Salazar       |
| 7     | Unabhängiges Athleten-Team | Josué Enríquez Alejandro Enríquez Luis Quisquinay  |
| 8     | Chile                      | José Gallegos Matías Lacroix Agustín Pinto         |

### Damen
| Platz | Land                       | Spielerinnen                                  |
| ----- | -------------------------- | --------------------------------------------- |
| 1     | Vereinigte Staaten         | Amanda Sobhy Olivia Fiechter Olivia Clyne     |
| 2     | Kanada                     | Hollie Naughton Nicole Bunyan Nikki Todd      |
| 3     | Barbados                   | Meagan Best Margot Prow Amanda Haywood        |
| 3     | Kolumbien                  | Laura Tovar Lucía Bautista Catalina Peláez    |
| 5     | Mexiko                     | Diana García Sarahi López Diana Gasca         |
| 6     | Chile                      | Anita Pinto Giselle Delgado Antonia Sepúlveda |
| 7     | Ecuador                    | María Moya Cari Buenaño Rafaela Albuja        |
| 8     | Unabhängiges Athleten-Team | Winifer Bonilla Tabita Gaitán Darlyn Sandoval |